# Vincenzo Tecchio
Vincenzo Tecchio (Napoli, 26 aprile 1895 – Napoli, 9 settembre 1953) è stato un avvocato e politico italiano, deputato dal 1929 al 1943.

## Biografia
Nato da una famiglia di artigiani produttori di letti, una volta completati gli studi s'iscrisse a giurisprudenza. Con l'ingresso dell'Italia nella prima guerra mondiale si arruolò nel Regio esercito come volontario di fanteria. Una volta laureato, esercitò la professione di avvocato. S'iscrisse ai Fasci di combattimento il 1° dicembre 1920. Scalò rapidamente le gerarchie del neonato fascismo napoletano come squadrista e mettendosi sotto l'ala protettiva del ras Aurelio Padovani. Nel gennaio 1923 divenne segretario federale di Napoli del Partito Nazionale Fascista (PNF). Nel maggio successivo uscì dal partito seguendo Padovani, che era stato espulso. Rientrò nei ranghi del PNF nell'ottobre 1923, aderendo alla corrente intransigente guidata da Roberto Farinacci. 
La carriera di Tecchio nel PNF subì un nuovo e temporaneo arresto nel marzo 1926, quando nell'ottica della normalizzazione del fascismo, Farinacci venne rimpiazzato da Augusto Turati e la corrente intransigente fu messa ai margini del partito. Il gerarca napoletano riuscì ben presto a riguadagnare la centralità persa all'interno del PNF partenopeo diventando consigliere d'amministrazione dei due quotidiani locali Mezzogiorno e Roma, entrambi diretti dall'oltranzista Giovanni Preziosi. Grazie a ciò il PNF di Napoli controllò la stampa in città.
È stato deputato ininterrottamente dalla XXVIII alla XXX legislatura prima nella Camera del Regno (1929-1939) e poi nella Camera dei Fasci e delle Corporazioni (1939-1943).
Dal 1934 al 1939 è stato segretario della commissione della Camera per l'esame dei bilanci e dei rendiconti consuntivi. Nel 1937 fu nominato vicepresidente del Consiglio provinciale dell'economia corporativa, diventandone de facto il vertice, avendo avuto carta bianca dal prefetto, ovverosia il presidente de iure. Grazie a questo incarico Tecchio fu uno delle figure di primissimo piano dello sviluppo della Napoli degli anni trenta.
Apprezzato da Mussolini e dai massimi vertici del PNF per le sue competenze in ambito commerciale, nella seconda metà degli anni trenta Tecchio ricoprì una serie di incarichi al vertice di enti e aziende pubblici. Fu posto nel Consiglio di amministrazione dell'Alfa Romeo e poi, nel 1939, divenne presidente e amministratore di Navalmeccanica, una società appena costituita dall'IRI incorporando varie aziende, tra cui cantiere navale di Castellammare di Stabia, e a cui il regime aveva assegnato la costruzione di navi da guerra. 
Nel 1935 Tecchio partecipò come volontario alla guerra d'Etiopia.
Nella primavera 1937 fu nominato da Mussolini commissario generale della Mostra Triennale delle Terre Italiane d'Oltremare, un'esposizione che avrebbe dovuto essere la vetrina della nuova Italia fascista e delle sue colonie. La realizzazione del parco fieristico portò alla demolizione di una parte delle preesistenti abitazioni del rione Castellana. Ciò comportò il trasferimento di 15.000 dei 39.000 abitanti del quartiere.
In seguito alla promulgazione delle leggi razziali nel settembre 1938, Tecchio, in quanto membro del Direttorio Nazionale del Sindacato degli Avvocati, partecipò all'epurazione dei professionisti ebrei.
Nel 1941 si arruolò nuovamente e combatté sul fronte greco albanese ottenendo due decorazioni al valore.
Dopo l'8 settembre 1943 Tecchio aderì alla Repubblica Sociale Italiana. Il 24 marzo 1944 fu nominato commissario straordinario dell'IRI, subentrando al dimissionario Alberto Asquini. Durante il suo mandato cercò di rallentare il processo di socializzazione delle fabbriche, pur condividendolo e di rallentare le requisizioni e gli smantellamenti industriali operati dai tedeschi. Nell'estate 1944, assieme al ministro delle Finanze Giampietro Domenico Pellegrini e a quello dell'Economia Angelo Tarchi costituì un comitato per riconversione dell'industria bellica una volta concluso il conflitto. 
Il suo fattivo operato contro le requisizioni naziste del patrimonio dell'IRI gli valsero un giudizio blando da parte dell'Alto commissariato per le sanzioni contro il fascismo.
Nel dicembre 1946 partecipò alla fondazione del Movimento Sociale Italiano (MSI). Divenuto collaboratore della società editoriale di Renato Angiolillo, direttore de Il Tempo. Tecchio fu poi nomianto presidente della Giunta nazionale quotidiani di capoluogo di regione e vicepresidente della Federazione italiana editori giornali. Fece parte anche dei consigli di amministrazione delle società Telestampa e Rhodiatoce e dell’Istituto romano beni stabili.

## Omaggi
L'amministrazione comunale di Napoli, guidata dal monarchico Achille Lauro, gli ha intitolato il piazzale antistante la Mostra d'Oltremare, nel quale sorge anche lo Stadio Diego Armando Maradona.
Il 26 gennaio 2018 il sindaco di Napoli Luigi De Magistris annuncia di voler cambiare l'intitolazione di "Piazzale Tecchio" in "Piazzale Giorgio Ascarelli", primo presidente del Napoli Calcio ed ebreo.
La decisione del cambio di toponomastica, nonostante l'ampio sostegno, viene bloccata nel giugno 2020 dal veto del locale Istituto di Storia Patria e di un comitato di quartiere.